# Abadía de Nuestra Señora de Mouzon
La Abadía de Nuestra Señora de Mouzon es una antigua iglesia ubicada en el Monasterio de Mouzon, en Ardenas, Francia. 
La evolución de esta abadía en la Edad Media está vinculada a las reliquias protegidas en este lugar, especialmente las de San Víctor y San Arnoul. Objeto de un culto ostentoso, estas reliquias se convierten en fuentes de ingresos materiales. La afluencia de peregrinos impone la construcción de este edificio, en los siglo XII y XIII, que está inspirado en los primeros edificios góticos, pero ya anunciado por algunas opciones técnicas, una segunda generación. Las dimensiones relativamente pequeñas del lugar, en comparación con las vastos bases de piedra de las grandes catedrales, permiten a los visitantes recorrer fácilmente toda la iglesia, con diferencias internas de intensidad en la luz que alivia elementos arquitectónicos y muebles religiosos. La presencia de una prisión a pocos metros del coro de la abadía es también un testimonio de la diversidad de formas que toma prestada la vida religiosa en Occidente.
A principios del siglo XVIII, Christophe Moucherel creó un órgano y un altar mayor de estilo barroco. Durante la Revolución, el municipio preservó el edificio, a pesar de la disolución de la comunidad monástica, convirtiéndose en la iglesia parroquial.
Sin embargo, esta iglesia es objeto de cierta desafección y falta de mantenimiento que la debilita. Pero es parte de una clasificación como monumento histórico desde 1840, cuando se dio por primera vez este galardón. Desde 1855 hasta 1890, disfrutó de una importante campaña de restauración. Estas obras, deseadas por Prosper Mérimée y dirigidas por el arquitecto Émile Boeswillwald, permiten salvar el edificio, sin embargo, la fachada occidental está profundamente modificada.

## Historia
Desde el siglo VII, la ciudad de Mouzon tiene varias iglesias, unidas a la diócesis de Reims: Saint-Martin dentro del recinto y Saint-Pierre y Sainte-Geneviève extramuros.
En el siglo IX, se fundó una iglesia de Nuestra Señora en el primer establecimiento monástico, que reunía a monjas benedictinas. En los últimos años del episcopado de Hincmar, las reliquias de San Víctor se descubren cerca. Este mismo período se ve afectado por conflictos e invasiones, incluso en 882 por los vikingos, hasta el río Mosa, arruinando la ciudad, devastando los edificios eclesiásticos y provocando la partida de las monjas.
Un nuevo arzobispo, Hervé de Reims, restauró las paredes y los edificios religiosos de Mouzon, entre 900 y 920. Instaló un colegio de cánones y les confió las reliquias de San Víctor. En 971, Adalberon, arzobispo de Reims, insatisfecho con esta comunidad de cánones que viven en cierto desorden, re implementó un monasterio con la ayuda de monjes benedictinos de Thin-le-Moutier, que también sustituyen, en la iglesia de Nuestra Señora, al cabildo catedralicio. Esta reforma se realizó rápidamente. Las reliquias de San Arnoul, un peregrino asesinado en el siglo VII, se confían a esta nueva comunidad, que se suman a las de San Víctor. Ambos santos son laicos que pueden responder a una aspiración popular a la santidad.
Debido a la afluencia de peregrinos que venían a venerar las reliquias, la iglesia de la abadía se vuelve demasiado pequeña. Al mismo tiempo, un movimiento general tiende a amplificar los coros de las iglesias para proporcionar un marco más amplio para una liturgia que requiere más pompa. Este movimiento afecta a la abadía, incluidos los de Saint-Rémi en Reims, Vézelay, Saint-Germain des Prés. El proyecto de construir un nuevo coro y la parte oriental de la iglesia se inició a principios de 1190, teniendo en cuenta enfoques arquitectónicos innovadores implementados ya en 1130 por Suger para la iglesia de la abadía de Saint-Denis. Se agrega otra ambición a este proyecto y también empuja a ampliar la parte reservada para el clero en la iglesia existente: el arzobispo de Reims Guillermo de las Blancas Manos, planea en esos mismos años dividir la arquidiócesis de Reims creando un obispado para Mouzon. Mouzon es entonces la segunda ciudad de esta diócesis de Reims, junto con Mezieres, Rethel, Attigny, Rumigny, Epernay, etc., y la transformación de la abadía podría haberla convertido en una catedral muy adecuada.
Para ampliar esta iglesia existente, el coro es demolido y reconstruido de acuerdo con los modelos parisinos o de Laon, en este estilo que luego se llamará el estilo gótico primitivo. El proyecto de una nueva diócesis, aunque aprobado por el papa Celestino III y luego por su sucesor Inocencio III, fue finalmente abandonado por el arzobispo Reims unos años más tarde, a finales de 1190, aunque esta primera etapa la transformación de la abadía de Mouzon había tenido éxito.

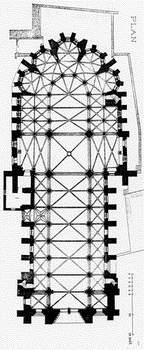
Plano del edificio de 1855, antes de la restauración, por E. Boeswillwald.

Es difícil saber si inicialmente se planeó extender el trabajo y reconstruir un crucero y una nave en la continuidad de la cabecera y el coro. Pero en 1212, se produce un incendio, esencialmente ahorra la parte nueva, pero hace necesario reconstruir las partes antiguas. Esta segunda etapa de edificación de la abadía actual se extiende hasta mediados del siglo XIII, manteniéndose en el estilo y las proporciones del coro. Las dos torres datan del siglo XVI, en la parte superior, siendo parte de una continuidad de estilo. En 1515, sin embargo, las ventanas extravagantes cambian la iluminación del coro, agregando a un dosel en este mismo estilo extravagante establecido en el siglo anterior sobre el tímpano del portal occidental.
En los siglos  XVII y XVIII, las adiciones estaban más relacionadas con el diseño de interiores y el mobiliario religioso. En 1725, el órgano fue puesto en su lugar, construido por Christophe Moucherel e inicialmente colocado en el crucero norte. En abril de 1728, se consagra el actual altar mayor.
En 1789, la Revolución Francesa pone la propiedad de la abadía a disposición de la Nación mediante el decreto del 2 de noviembre. Para bienes inmuebles, las granjas y los molinos se subastan como propiedad nacional. Sin embargo, el municipio de Mouzon salva lo esencial al reservar el claustro para el uso de los viejos y los enfermos y recurrir a la abadía para un cambio de afectación. De hecho, este municipio dirige una solicitud al director del departamento para solicitar que la abadía se convierta en la iglesia parroquial, sacrificando la antigua iglesia parroquial al demolerla. Cuando se decretó la constitución civil del clero en agosto de 1790 y se formó una diócesis efímera de las Ardenas, distinta de la diócesis de Reims, el mismo municipio espera por unas semanas que Mouzon sea erigido como sede de esta nueva diócesis y que la antigua abadía se convirtió en la iglesia diocesana, pero la elección del estado se centra en Sedan. En 1793, durante el Terror, el culto se interrumpe, el edificio se transforma en un templo de la Razón, algunas esculturas sufren de vandalismo. La autorización del culto constitucional se restableció en 1795 y la situación religiosa se estabilizó definitivamente por el concordato de 1801. En 1807, cayeron rayos sobre la iglesia. Sin mantenimiento, agrietado, el edificio debe ser el objeto para salvaguardar una importante campaña de restauración de 1855 a 1890.
Es el tema de una clasificación como monumentos históricos de la lista de 1840.
En 1932, la Commission des Monuments Historiques rechaza los proyectos de vidrieras. A posteriori, tal iniciativa habría resultado inútil ya que en 1940 cayeron proyectiles sobre la abadía, rompiendo las vidrieras y las ventanas en su lugar. Un proyectil daña la roseta que ilumina la parte sur del crucero y otro rompe la bóveda, causando algo de trabajo. Las vidrieras son reemplazadas por vidrio blanco o ventanas simples con patrones geométricos muy simples.